# Sigrun-Heide Filipp
Sigrun-Heide Filipp (* 1943 in Nürnberg) ist eine deutsche Psychologin und Hochschullehrerin.

## Leben
Nach Kindheit und Schulzeit in Nürnberg begann Sigrun-Heide Filipp ein Studium der Psychologie an der Universität Erlangen-Nürnberg, das sie 1968 mit der Diplomprüfung abschloss. Es folgte ein Postgraduiertenstudium an der University of Colorado Boulder (1969/70). Im Anschluss war Filipp als wissenschaftliche Mitarbeiterin an der Universität Trier tätig (1971–1979). Im Jahr 1975 promovierte sie in Trier. Von 1979 bis 1981 war sie Professorin für Entwicklungspsychologie an der Universität Oldenburg. Seit 1981 ist Filipp Professorin für Psychologie mit den Schwerpunkten Angewandte Entwicklungspsychologie und Gerontopsychologie an der Universität Trier.
Filipp war bis Juli 2007 Vorsitzende des Wissenschaftlichen Beirates für Familienfragen beim Bundesministerium für Familie, Senioren, Frauen und Jugend. Sie ist Senior Fellow des Max-Planck International Research Network on Aging (MaxnetAging).

## Schriften (Auswahl)
- Korrelate des internen Selbstmodells. Situation, Persönlichkeit und elterlicher Erziehungsstil (= Diss., Trier 1975).
- (Hrsg.): Selbstkonzept-Forschung. Probleme, Befunde, Perspektiven, 3. Auflage, Klett-Cotta, Stuttgart 1993, ISBN 978-3-12-922421-2.
- (Hrsg.): Kritische Lebensereignisse, 3. Auflage, Beltz, Weinheim 1995, ISBN 978-3-621-27287-2.
- mit Anne-Kathrin Mayer: Bilder des Alters. Altersstereotype und die Beziehungen zwischen den Generationen, Kohlhammer, Stuttgart 1999, ISBN 978-3-17-016097-2.
- mit Ursula M. Staudinger (Hrsg.): Entwicklungspsychologie des mittleren und höheren Erwachsenenalters, Hogrefe, Göttingen/Bern/Toronto/Seattle 2005, ISBN 978-3-8017-0591-6.
- mit Irene Gerlach (Hrsg.): Generationenbeziehungen. Herausforderungen und Potenziale, Springer VS, Wiesbaden 2012, ISBN 978-3-531-18510-1.
- mit Peter Aymanns: Kritische Lebensereignisse und Lebenskrisen. Vom Umgang mit den Schattenseiten des Lebens, 2., aktualisierte Auflage, Kohlhammer, Stuttgart 2018, ISBN 978-3-17-032918-8